# Братай
Бра́тай (алб. Brataj) — деревня и бывший муниципалитет в округе Влёра на юго-западе Албании. В ходе реформы местного самоуправления 2015 года она стала подразделением муниципалитета Селеница. По переписи 2011 года, население составляло 2849 человек. Муниципальное образование состоит из деревень Лепеница, Гьорм, Вельча, Рамица, Месаплик, Матогьин, Башай, Вермик и Малас.